# Rhagophthalmus longipennis
Rhagophthalmus longipennis är en skalbaggsart som först beskrevs av Maurice Pic 1923.  Rhagophthalmus longipennis ingår i släktet Rhagophthalmus och familjen Rhagophthalmidae. Inga underarter finns listade i Catalogue of Life.